# Juventino Rosas
José Juventino Policarpo Rosas Cárdenas, (Santa Cruz de Galeana, avui Santa Cruz de Juventino Rosas, 25 de gener de 1868 - Surgidero de Batabanó (Cuba), 9 de juliol de 1894), compositor mexicà mundialment conegut pel seu vals Sobre las olas.

## Inicis
Des d'infant, Juventino va mostrar una gran disposició i talent per a l'aprenentatge de la música, sent induït i ensenyat per son pare a tocar el violí, el seu instrument preferit. Va viure de jove en un veïnat del barri de Tepito en la ciutat de Mèxic i va treballar de campaner, violinista i cantor en l'Església de Sant Sebastià.
Després va passar a formar part del grup dels germans Aguirre, amb els quals va conèixer la vida nocturna de la capital; també va integrar-se al grup dels germans Elvira.

## Obra
El 1885 es va inscriure al Conservatori Nacional. Ací va estudiar solfeig i teoria musical. Ja havia escrit "Te volví a ver", "Seductora", "Sueño de las Flores" i "Ensueño". També va escriure un vals denominat "Carmen", dedicat a Carmen Romero, esposa del president Porfirio Díaz. El 1888, va escriure la marxa Cuahutémoc i l'obra que li donaria la immortalitat, Junto al manantial que va ser rebatejada com Sobre las olas, inspirada en un riu que creua la delegació (en aquells dies poble, de Contreras, avui Magdalena Contreras). Aquest vals va ser dedicat a la senyora Calixta Gutiérrez de Alfaro, que era la seua mecenes. Després de l'èxit musical, el president Díaz li va regalar un piano, que va vendre per a pagar els seus deutes.
Tot i que Sobre las olas va obtenir un gran èxit, Rosas va vendre'n, també per a pagar els seus deutes, els drets d'autor a la casa Wagner y Levien.
Va pertànyer a la companyia d'òpera de Ángela Peralta i a una companyia de sarsuela amb la que va viatjar a Cuba, però sense èxit. A Cuba, una malaltia ataca a Juventino: la mielitis espinal i trobant-se en la misèria total, ha d'internar-se en la Casa de Salut de la Mare de Déu del Roser a Surgidero de Batabanó.
El 8 de juliol de 1894, des de l'hospital, sent a un grup de músics ambulants interpretar el Sobre las olas. L'endemà, mor. Algú en Cuba va escriure en la seua tomba: "Juventino Rosas, violinista mexicà i autor del cèlebre vals Sobre las olas, va morir al juliol de 1894. La terra cubana sabrà conservar el seu somni."

## Herència
El 1909, el periodista Miguel Necochea i la Societat de Compositors Mexicans duen a terme gestions per a exhumar i traslladar les restes de Juventino a Mèxic i els mexicans residents en l'illa, n'assumeixen les despeses. En arribar a Veracruz, les despulles del compositor van ser rebudes pels també compositors Miguel Lerdo de Tejada i Ernesto Elorduy. Un dels vagons del Ferrocarril Mexicà es va convertir en capella ardent i les notes del vals s'escolten allà per on passa el tren.
Les restes de Juventino Rosas van romandre en el Teatre del Conservatori per a rebre el tribut del poble.
Juventino Rosas va ser sepultat en el Panteó Civil de la ciutat de Mèxic i al desembre de 1939, es va traslladar a la Rotonda dels Homes il·lustres.
El que va ser popular actor i cantant Pedro Infante, va interpretar el paper de Juventino Rosas, en la pel·lícula "Sobre las olas".

## Composicions

### I. Waltzes
- Dos pensamientos (vor 1888, ohne Verlagsangabe)
- Sobre las olas (Über den Wellen - Over the Waves) (1888, A. Wagner y Levien, Mexico City)
- Carmen (1888, A. Wagner y Levien, Mexico City/Friedrich Hofmeister, Leipzig)
- Amelia (1890, A. Wagner y Levien, Mexico City/Friedrich Hofmeister, Leipzig)
- Aurora (1890, A. Wagner y Levien, Mexico City/Friedrich Hofmeister, Leipzig)
- Ensueño seductor (1890; A. Wagner y Levien, Mexico City/Friedrich Hofmeister, Leipzig)
- Ilusiones juveniles (1890, A. Wagner y Levien, Mexico City/Friedrich Hofmeister, Leipzig)
- Eva (1888-1891, Verlag unklar, wahrscheinlich A. Wagner y Levien, Mexico City)
- Josefina (1892, A. Wagner y Levien Sucs., Mexico City/Friedrich Hofmeister, Leipzig)
- Flores de margarita (1893, Eduardo Gariel, Saltillo/Robert Forberg, Leipzig)
- Soledad (1893, Eduardo Gariel, Saltillo/Robert Forberg, Leipzig)

### II. Polkas
- La cantinera (1888, A. Wagner y Levien, Mexico City/Friedrich Hofmeister, Leipzig)
- Carmela (1890, A. Wagner y Levien, Mexico City/Friedrich Hofmeister, Leipzig)
- Ojos negros (1891, A. Wagner y Levien, Mexico City/Friedrich Hofmeister, Leipzig)
- Flores de México (1893, Eduardo Gariel, Saltillo/Robert Forberg, Leipzig)

### III. Mazurkas
- Acuérdate (vor 1888, A. Wagner y Levien, Mexico City)
- Lejos de ti (vor 1888, H. Nagl. Sucs.)
- Juanita (1890, A. Wagner y Levien Sucs., Mexico City/Friedrich Hofmeister, Leipzig)
- Último adiós (1899, A. Wagner y Levien Sucs., Mexico City/Friedrich Hofmeister, Leipzig)

### IV. Schottische
- El sueño de las flores (1888, (vor 1888, A. Wagner y Levien, Mexico City/Friedrich Hofmeister, Leipzig)
- Floricultura-Schottisch (1888, (vor 1888, A. Wagner y Levien, Mexico City/Friedrich Hofmeister, Leipzig)
- Lazos de amor (1888, A. Wagner y Levien Sucs., Mexico City/Friedrich Hofmeister, Leipzig)
- Julia (1890, A. Wagner y Levien Sucs., Mexico City/Friedrich Hofmeister, Leipzig)
- Salud y pesetas (1890, A. Wagner y Levien Sucs., Mexico City/Friedrich Hofmeister, Leipzig)
- Juventa (1892, A. Wagner y Levien Sucs., Mexico City/Friedrich Hofmeister, Leipzig)
- El espirituano (1894, Handschrift Archivo Provincial de Sancti Spíritus, Kuba)

### V. Danzas
- A Lupe (1888, A. Wagner y Levien, Mexico City/Friedrich Hofmeister, Leipzig)
- En el casino (1888, A. Wagner y Levien, Mexico City/Friedrich Hofmeister, Leipzig)
- Juanita (1888, A. Wagner y Levien, Mexico City/Friedrich Hofmeister, Leipzig)
- No me acuerdo (1888, A. Wagner y Levien, Mexico City/Friedrich Hofmeister, Leipzig)
- ¡Qué bueno! (1888, A. Wagner y Levien, Mexico City/Friedrich Hofmeister, Leipzig)
- ¿Y para qué? (1888, A. Wagner y Levien, Mexico City/Friedrich Hofmeister, Leipzig)
- Flores de Romana (1893, Eduardo Gariel, Saltillo)